# うけらの神事
うけらの神事（うけらのしんじ）とは、上野公園にある五條天神社にて毎年節分に行われる、一年の無病息災を祈願する神事。

## 概要
病鬼を祓う追儺式で、蟇目鏑（ひきめかぶら）という神弓・神矢で鬼や病霊を祓う「蟇目式（ひきめしき）」から始まり「病鬼との問答」「豆まき」等の神事を行う。
斎主は氏子の年番総代で、病鬼と対面して問答する。
四つ金目の「方相氏」が桃の弓と矢を3回叩き、「鬼は外」の言霊と共に鬼を退治、追い払う。
社殿内では儀式の間、うけらを焚き続けて邪気を祓う。
また祭事の後には「追儺の御札・神矢」の他、1年間を無病健康に過ごせる「うけら餅」や「鬼討ち豆・福杓文字・追儺の絵馬」が受けられる。

## うけら餅
「うけら」を焚きながらうけら餅を焼いて食べると、一年間無病健康に過ごすことができると伝えられている。